# Geralt de Rívia
Geralt de Rívia (em polonês: Geralt z Rivii) é um personagem fictício presente em várias obras de meios como literatura, cinema, televisão e videogame. Ele apareceu pela primeira vez no conto Wiedźmin (O bruxo), do escritor polonês Andrzej Sapkowski, que mais tarde gerou uma série de romances intitulada Saga o wiedźminie (Saga do Bruxo), da qual é protagonista. Sua última aparição se deu em Blood and Wine, uma história adicional do aclamado game The Witcher 3: Wild Hunt.

## Biografia fictícia

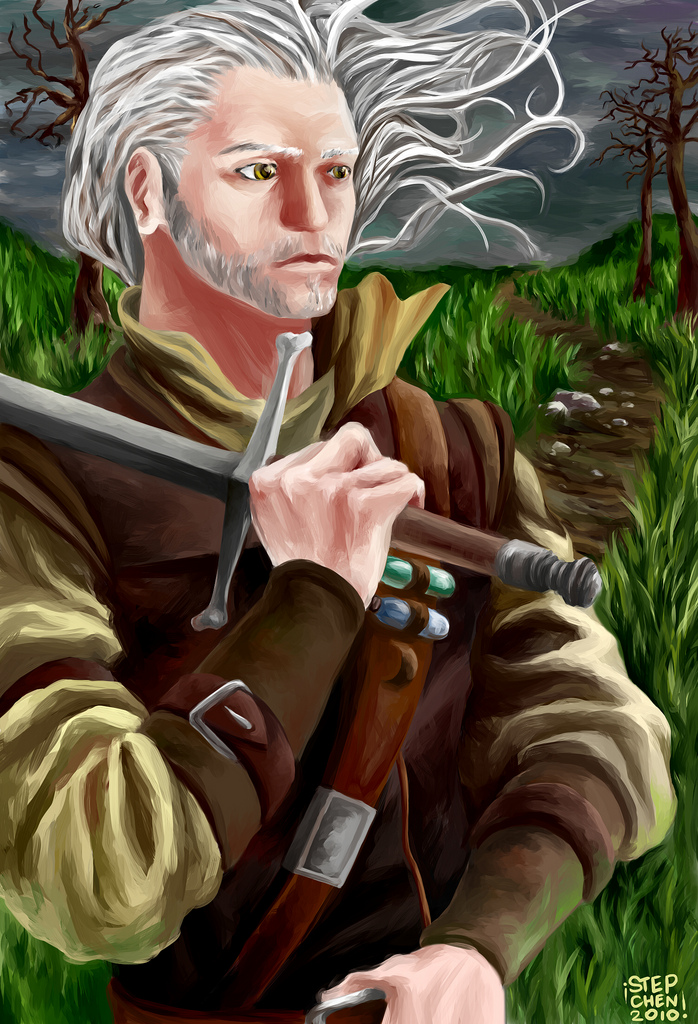
Representação de Geralt de Rívia feita por Alexandr Stepchenkov.

Geralt é o filho da feiticeira Visenna e, ao que tudo indica, do mercenário Korin. Devido a problemas na gestação, sua mãe bebeu várias poções para salvá-lo. Logo após seu nascimento, Visenna, enquanto estava sendo perseguida, deixou seu filho aos cuidados de Vesemir em Kaer Morhen — reduto dos bruxos da escola do lobo. Lá, ele iniciou treinamento para se tornar um bruxo, sobrevivendo a inúmeras mutações durante sessões de experimentos, o que fez com que ganhasse capacidades físicas e mentais sobre-humanas com efeitos colaterais mínimos. Geralt resistiu às "mudanças" provocadas pelos experimentos melhor do que todos, talvez graças às poções que sua mãe tomou durante sua gestação, o que encorajou os seus tutores a realizarem procedimentos experimentais ainda mais perigosos. Isso o tornou mais ágil, forte e com melhores reflexos do que todos os outros bruxos, porém, como efeito colateral, as mutações fizeram com que ele perdesse toda a pigmentação do corpo. Por causa de sua pele pálida e cabelos brancos, ele também é conhecido na língua ancestral como "Gwynbleidd", o Lobo Branco.
Apesar de seu nome, Geralt não vem de Rívia (embora ele tenha aprendido a falar no sotaque riviano): bruxos jovens são incentivados a utilizar sobrenomes alternativos pelo mestre Vesemir, fazendo-os assim, segundo sua concepção, soarem mais confiáveis. Sua primeira escolha foi Geralt Roger Eric du Haute-Bellegarde, mas este foi rejeitado por Vesemir por parecer tolo e pretensioso.
Após completar seu treinamento de bruxo, Geralt ganhou seu medalhão do lobo (que carrega o símbolo de Kaer Morhen) e saiu para o mundo em seu cavalo Płotka (em português, "Carpeado"; ele dá o mesmo nome para todos cavalos que possui) para se tornar um assassino de monstros de aluguel profissional.
Tempo depois, Geralt, mesmo que não acredite no destino, exigiu o feto da princesa Pavetta e de seu marido Duny (um nome usado por Emhyr var Emreis antes de se tornar imperador de Nilfgaard) como uma recompensa pelos seus serviços, invocando "a Lei da Surpresa" (a lei afirma que, se um não pode pagar pelos serviços de um bruxo, o bruxo tem direito a algo que o devedor ainda não saiba que possua). A criança acabou por ser uma menina, e Geralt não a levou, já que mulheres não podem se tornar bruxos. No entanto, o destino (ou o acaso) levou Geralt e a menina, a poderosa Ciri (também conhecida como Ziri, vindo da palavra da língua ancestral Ziriael, que significa Andorinha), a cruzarem seus caminhos outras vezes, sendo que, depois da morte da avó da garota, a rainha Calanthe, o bruxo acabou optando por cuidá-la e a amá-la como se fosse sua própria filha.
Depois de aparentemente ser morto por uma multidão durante a matança de não-humanos no final da saga e ser levado para uma ilha por Ciri junto de Yennefer de Vengerberg, a história de Geralt continua nos jogos eletrônicos (The Witcher, The Witcher 2: Assassins of Kings e The Witcher 3: Wild Hunt). Neles, Geralt retorna sem se lembrar dos detalhes de seu súbito desaparecimento, e depois de Yennefer ser capturada pela Caçada Selvagem, ele se oferece para a libertar. Geralt foi então salvo mais uma vez por Ciri, que o deixou ferido e sem memória próximo a Kaer Morhen. Em seguida, ele é resgatado pelos últimos bruxos remanescentes no mundo e levado de volta para a fortaleza. Sapkowski afirmou que os jogos são obras próprias e que não podem ser considerados nem uma "versão alternativa", nem uma continuação, "porque isso só pode ser contado pelo criador de Geralt, um certo Andrzej Sapkowski."

## Análise literária e recepção
Geralt é descrito como um dos personagens mais emblemáticos da cultura popular polonesa "anti-política" da década de 1990. Ele é um profissional que apenas exerce sua função e que não quer envolver-se nas "pequenas brigas" da política contemporânea. Marek Oramus comparou Geralt com o personagem Philip Marlowe, a marca de Raymond Chandler. Em 2012, a GamesRadar classificou-o como o 50º melhor herói na história dos videogames.